# Jalopy (jeu vidéo)
Jalopy est un jeu vidéo de simulation développé par le studio indépendant anglais MinskWorks et édité par Excalibur Games. Le jeu suit deux personnages, le joueur et son oncle, qui tentent de construire une Laika (une voiture inspirée de la Trabant 601) à partir de pièces détachées et en conduisent de Berlin à la Turquie en l'utilisant. Le jeu est sorti en 2018 sur Microsoft Windows et Xbox One.

## Trame
Le jeu suit le personnage du joueur connu uniquement sous le nom de Splat et de son oncle Lütfi, deux Allemands d'origine turque originaires de Berlin-Est qui ont décidé de partir en road trip à Istanbul depuis la chute du rideau de fer. La tâche principale du jeu est de se rendre à Istanbul pour déposer l'oncle tout en maintenant la Laika (fortement basé sur le Trabant 601) qui est sujet à des pannes fréquentes signifiées par la fumée provenant des côtés du capot. Le joueur passe par l'Allemagne, la Tchécoslovaquie, la Hongrie, la Yougoslavie, la Bulgarie et la Turquie lors de son voyage avec son oncle. Les villes dans lesquelles il s'arrête contiennent toutes des magasins importants pour l'entretien de sa voiture et pour vendre des objets trouvés dans des boîtes éparpillées sur les routes lors de son voyage. Le joueur peut choisir d'améliorer la Laika s'il a assez d'argent.
Lorsque l'oncle s'endort à l'hôtel, le joueur peut ouvrir sa mallette et collecter des notes qui constituent une trame de fond. Il s'avère que le joueur et l'oncle sont séparés du reste de leur famille résidant à Berlin-Ouest depuis près de 30 ans parce que l'oncle était avec lui alors qu'il était bébé dans Berlin-Est, la nuit de la construction du mur de Berlin le 12 août 1961. L'oncle est resté en contact avec le reste de la famille, en particulier sa mère, alors qu'il gardait tout caché pendant ces 30 années. Les deux parents sont morts avant la démolition du mur de Berlin, et le dernier souhait de la mère était que les cendres de son mari soient dispersées à travers le Bosphore à leur arrivée à Istanbul (c'est la raison pour laquelle l'oncle a parlé à son neveu de continuer cette apparemment voyage en voiture au hasard). Après l'avoir déposé à Istanbul, il n'est plus jamais revu, lui laissant simplement une note disant à son neveu qu'il doit aller faire quelque chose seul, prendre soin de lui et vivre pleinement sa vie. Après cela, le jeu ne se termine jamais. Le joueur peut réinitialiser depuis le début et recommencer autant de fois qu'il le souhaite. La seule différence étant que l'oncle est absent pendant toute la partie.

## Ville
1. Berlin-Est (ville de départ)
2. Dresde (Allemagne de l'Est)
3. Štúrovo (Tchécoslovaquie)
4. Letenye (Hongrie)
5. Dubrovnik (Yougoslavie, Croatie)
6. Malko Tarnovo (Bulgarie)
7. Istanbul (Turquie)

## Publication
Le jeu a été ajouté à Steam Greenlight en février 2016, entré en accès anticipé sur Steam le 22 Avril 2016. Il a quitté l'accès anticipé avec le lancement de la version 1.0 le 28 mars 2018.

## Accueil
Le jeu a reçu des critiques généralement positives de Rock, Paper, Shotgun, PC Gamer, Evo et GameSpot.

## Controverses
En janvier 2019, durant le développement de Jalopy, MinskWorks vu une annonce de Excalibur, qui annonçait la sortie de son nouveau jeu, Road to Guangdong. Ce jeu annoncé par Excalibur est très familiers avec Jalopy, mais MinskWorks n'était pas au courant du développement de ce dernier. Mais, Excalibur a fait passer Road to Guangdong comme une séquelle à Jalopy, et les joueurs de Jalopy ont trouvé Road to Guangdong médiocre. Après le lancement de Road to Guangdong, MinskWorks a reçu beaucoup de critiques négatives et d'insultes, jusqu'au harcèlement, alors que MinskWorks n'était pas le développeur de ce jeu. Après ces évènements, MinskWorks fis un burnt out, et les liens entre MinskWorks et Excalibur se sont détérioré, et MinskWorks perdit l'accès à Jalopy.